# Dansk litteraturs kanon
Dansk litteraturs kanon er en liste med forfattere, som det er obligatorisk for elever i folkeskolen og gymnasiale uddannelser i Danmark at stifte bekendtskab med. En sådan officiel litterær kanon blev offentliggjort af undervisningsminister Ulla Tørnæs i 2004. 
I marts 2025 nedsatte børne- og undervisningsminister Mattias Tesfaye et udvalg, der skulle opdatere og udvide kanonen for gymnasiet i løbet af 2025. En tilsvarende revision af kanonen for folkeskolen blev planlagt efter skoleåret 2027/2028.

## 2004-kanonen
Danmarks første litterære kanon blev begrundet i en rapport, som blev offentliggjort ved en pressemeddelelse den 23. september 2004. Rapporten var udarbejdet af et ministerielt udvalg, som var nedsat af daværende undervisningsminister Ulla Tørnæs, og som bestod af 
- Jørn Lund (fmd.), dir., Det Danske Sprog- og Litteraturselskab
- Johannes Riis, direktør for Gyldendal
- Lene Møller, seminarielektor, Frederiksberg Seminarium
- Jens Raahauge, formand for Dansklærerforeningen, folkeskolen
- Joakim Garff, lektor, Søren Kierkegaard Forskningscenteret
- Kirsten Skov, lektor, Tørring Amtsgymnasium
- Dorte Heurlin, lektor, Voksenuddannelsescenter Frederiksberg
- Morten Hesseldahl, dir., Bonnier Forlagene
- Bodil Fogh, adjunkt, Hillerød Handelsskole
- Marianne Zibrandtsen, rektor, Aurehøj Amtsgymnasium
- Thomas Bredsdorff, professor, Københavns Universitet
- Jens Smærup Sørensen, forfatter
- Klaus P. Mortensen, professor, Det Danske Sprog- og Litteraturselskab

Kanonudvalget afleverede sin rapport i fuld enighed. Den del af listen, man forventer at gøre obligatorisk i både folkeskolen og gymnasiet, kalder man for den fælles kanon.
Desuden har man lavet vejledende lister til ekstra læsning i folkeskolen og gymnasiet. I rapporten har man optaget 15 forfattere på fælleslisten (den obligatoriske "fælleskanon"), og henholdsvis 13 og 12 på de vejledende folkeskole- og gymnasielister.

## Den obligatoriske fælleskanon
- Folkeviser
- Ludvig Holberg
- Adam Oehlenschläger
- N.F.S. Grundtvig
- St. St. Blicher
- H.C. Andersen
- Herman Bang
- Henrik Pontoppidan
- Johannes V. Jensen
- Martin Andersen Nexø
- Tom Kristensen
- Karen Blixen
- Martin A. Hansen
- Peter Seeberg
- Klaus Rifbjerg

## Den vejledende folkeskolekanon
- Danske folkeeventyr
- Johan Herman Wessel
- B.S. Ingemann
- Chr. Winther
- Jeppe Aakjær
- Thøger Larsen
- H.C. Branner
- Egon Mathiesen
- Halfdan Rasmussen
- Tove Ditlevsen
- Benny Andersen
- Cecil Bødker
- Ole Lund Kirkegaard

## Den vejledende gymnasiekanon
- Sagaer
- Thomas Kingo
- H.A. Brorson
- Johannes Ewald
- Emil Aarestrup
- Søren Kierkegaard
- Henrik Ibsen
- J.P. Jacobsen
- Sophus Claussen
- Hans Kirk
- Villy Sørensen
- Inger Christensen[1]

## Revision af kanonen i 2025
I marts 2025 nedsatte børne- og undervisningsminister Mattias Tesfaye et udvalg, der skulle opdatere og udvide kanonen for gymnasiet i løbet af 2025. Formålet skulle blandt andet være, at den nye kanon skulle rumme flere kvindelige forfattere og forfattere fra rigsfællesskabet og Norden. Samtidig forestillede ministeren sig, at listen over obligatoriske forfattere skulle være kortere i form af en kanon med seks til otte danske forfatterskaber, som gymnasieeleverne skulle møde, men at der til gengæld supplerende skulle være 25-30 danske og nordiske forfatterskaber, som lærerne skulle vælge minimum 12 af. En tilsvarende revision af kanonen for folkeskolen blev planlagt efter skoleåret 2027/2028.

### Kanon-udvalget i 2025
Det udvalg, der blev nedsat i marts 2025 til at udarbejde den nye kanon, bestod af:
- Anne-Marie Mai, professor i nordisk litteratur, SDU (udvalgsleder)
- Anne Sophia Hermansen, skribent ved Weekendavisen
- Ditte Eberth Timmermann, lektor i dansk, læsevejleder og bestyrelsesmedlem, hhx, htx, eux og eud, Dansklærerforeningen
- Erik Skyum-Nielsen, lektor emeritus i dansk litteratur ved Institut for Nordiske Studier og Sprogvidenskab, KU og litteraturkritiker ved Information
- Johannes Riis, forlægger og forhenværende litterær direktør på Gyldendal
- Lotte Prætorius, lektor i dansk og forperson, stx og hf, Dansklærerforeningens bestyrelse
- Lise Vandborg, redaktør, Bibliotekernes Nationale Redaktion, Det Digitale Folkebibliotek
- Lasse Horne Kjældgaard, direktør i Carlsbergfondet og professor i dansk litteratur
- Simona Zetterberg Nielsen, lektor, Afdeling for Nordiske Studier, AU
- Stefan Kjerkegaard, lektor og forfatter, Nordisk sprog og litteratur, AU